# Stade Tunisien
Stade Tunisien (în arabă الملعب التونسي) sau ST, este un club de fotbal din Bardo, oraș situat la vest de Tunis, capitala Tunisiei. Alături de Club Africain și Espérance Tunis formează grupul celor mai bune trei echipe din capitală. Fondată în 1948, echipa joacă în culori verzi, roșii și albe, după culorile Bei, deoarece echipa a fost sub patronajul lor până la independența tunisiană.

## Palmares și statistici

### Titluri și trofee
| Competiții Naționale | Competiții Continentale                                                                            |
| - Campionatul Tunisiei L1 (4) : - Campioni : 1957, 1961, 1962, 1965. - Vice-campioni : 1960, 1963, 1979, 1984. - Campionatul Tunisiei L2 (1) : - Campioni : 2017. - Cupa Tunisiei (8) : - Câștigători : 1956, 1958, 1960, 1962, 1966, 2003, 2024, 2025. - Finalistă : 1961, 1972, 1981, 1990, 1992. - Supercupa Tunisiei (1) : - Câștigători : 1966. - Finalistă : 1960, 2024. - Cupa Ligii (2) : - Campioni : 2000, 2002. | - Cupa Cupelor Arabe : - Câștigători (2) - 1989, 2001. - Cupa Cupelor CAF : - Sferturi (1) : 1993. |